# 칼리드 압달라

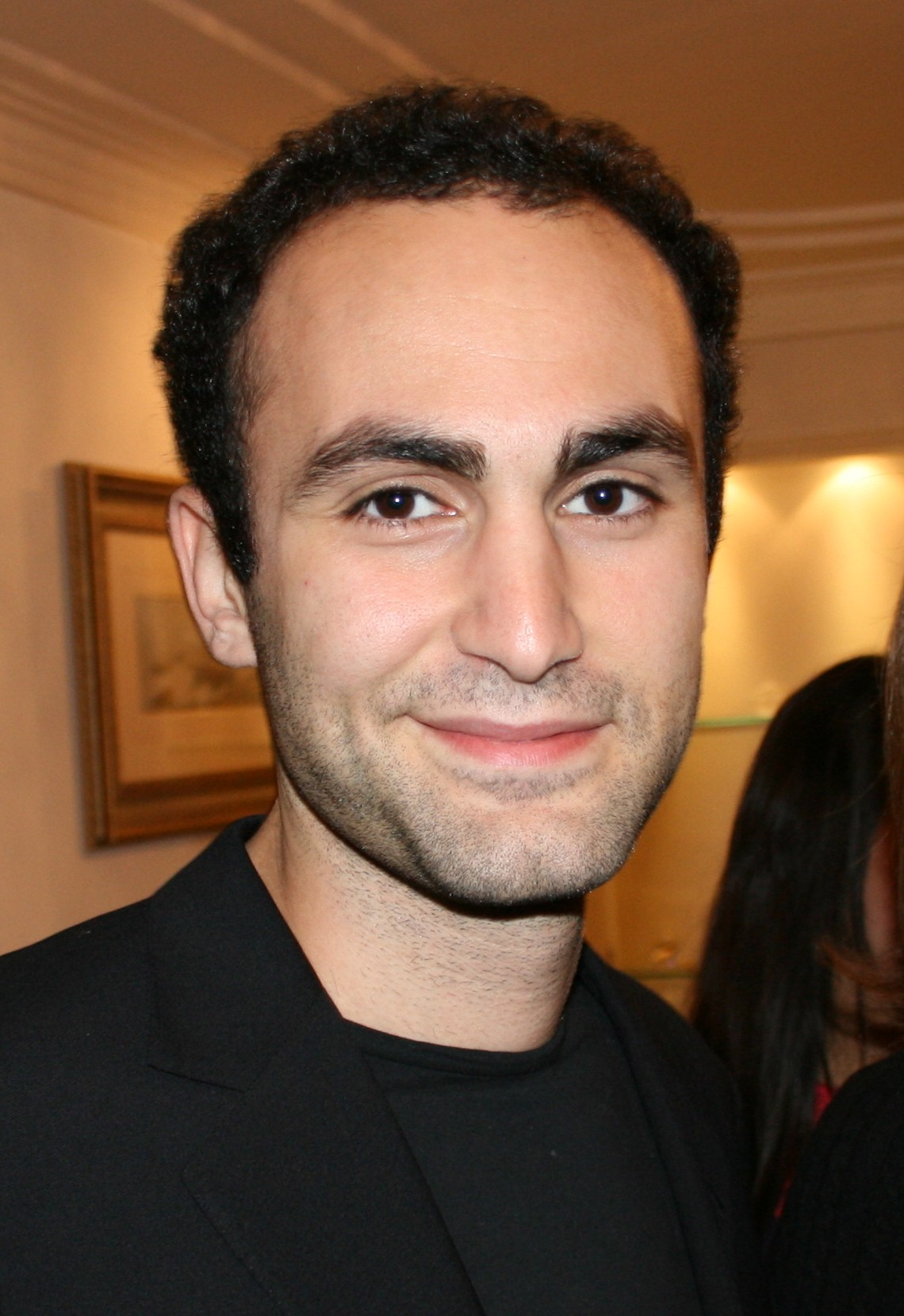

칼리드 압달라(Khalid Abdalla, 1980년 10월 26일 ~ )는 영국의 배우, 연극 배우, 영화배우, 텔레비전 배우이다. 글래스고에서 태어났다.

## 영화
- 인 더 라스트 데이즈 오브 더 시티 (2016년)
- 트레이터 (2016년) - 루크 역
- 어쌔신 크리드 (2016년) - 술탄 무하마드 XII 역
- 타이거스 (2014년)
- 비극의 시 (2014년)
- 더 스퀘어 (2012년)
- 그린 존 (2010년)
- 연을 쫓는 아이 (2007년) - 아미르 역
- 플라이트 93 (2006년)